# Vuolit Hánnojávri
Vuolit Hánnojávri eller Koahtejavri eller Koattijävri är en sjö i Finland. Den ligger i kommunen Utsjoki i landskapet Lappland, i den norra delen av landet, 1 100 km norr om huvudstaden Helsingfors. Koattijävri ligger 280,9 meter över havet. Omgivningarna runt Vuolit Hánnojávri är i huvudsak ett öppet busklandskap. Arean är 21,3 hektar och strandlinjen är 2,66 kilometer lång. Sjön  ingår i Tana älvs huvudavrinningsområde. 